# Курячовка (Луганская область)
Курячовка (укр. Курячівка) — село в Старобельском районе Луганской области Украины. Входит в Бондаревский сельский совет. До 2020 года село было в составе упразднённого Марковского района.

## История
Село Курячевка, при речке Деркул, основано во первую волну заселения дикого поля в 1690 году, когда начинается славянская колонизация региона усилиями беглых крестьян и казаков.
Бедствия жителей: холера, от которой в XIX веке периодически косило много людей.
Слобода Курячевка являлась центром Курячевской волости Старобельского уезда Харьковской губернии Российской империи.
1769 год освящён Храм во имя Вознесения Господня при священнике Андрее Лаврентьеве.
С осени 1917 в селе создалась большевистская партийная группа во главе с Семеном Лукичем Билько, в ее состав вошли: Шевцов Дмитрий Иосифович, Перегуда Иван Кузьмич и другие. Она контактировали во всей деятельности с группой Панфилова
В ходе гражданской войны (1918-1921) село находилось в зоне боевых действий.
До апреля 1918 — в составе ДКР. С конца апреля 1918 года в составе УНР, затем Харьковской губернии Украинской державы, затем в РСФСР, затем в составе Харьковской области ВСЮР, с января 1920 — в УССР.
В 1928 году вспыхнул острейший кризис хлебозаготовки. Государство взяло курс на коллективизацию сельского хозяйства. Но процесс шел тяжело и медленно. Крестьяне не могли так быстро перестроиться. На давление они отвечали определенным сопротивлением. В районе было много случаев убийств активистов коллективизации.
В 1930-е были лишены избирательного права: Ракитин Фёдор, Чишкала Хрисанф Николаевич, Кононенко Иван Антонович, Безуглый Митрофан Никитович, Шпаченко Иван Кузьмич (1930), Шпатенкова Татьяна Кузьминишна (1931)
С 1942 по 1943 гг. село было оккупирован немецкими войсками.
В 1936 году состоялась первая районная сельскохозяйственная выставка. Её участниками были передовики сельхозпроизводства. Колхоз "Красный флаг" с Курячевки собрал пшеницы по 23 ц с га
Население по переписи 2001 года составляло 627 человек.

## Культовые сооружения
Храм Святителя Николая Чудотворца (был дьяконом Сеньчуков С.В.)

## Известные уроженцы
- Клещёв Иван Иванович (1918—1942) — советский военный лётчик, Герой Советского Союза.
- Задорожный — Герой Советского Союза.

Горобченко Александр Тимофеевич - 06.08.1919- 15.03.2003. Родился в многодетной семье. Ветеран Великой Отечественной войны, воевал на украинском фронте, командир танка, получил тяжёлые ранения, после войны жил и трудился в Луганске.

## Местный совет
92443, Луганская обл. Марковский р-н, с. Бондаровка, пр. Центральний, 2д